# Chilaquiles

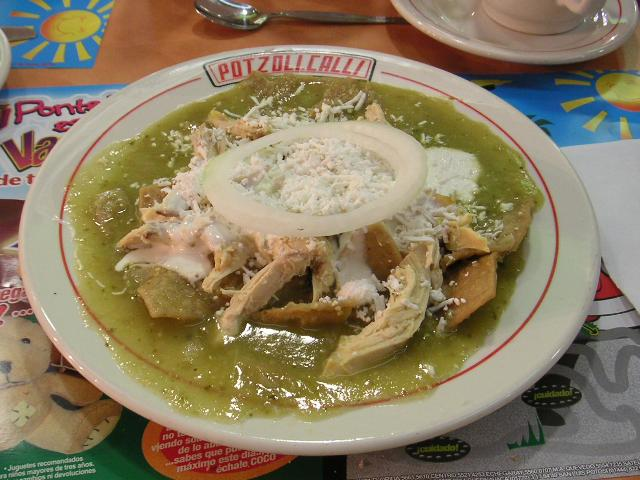
Chilaquiles verdes con pollo.

Chilaquiles är en mexikansk maträtt som serveras normalt till frukost. Det tillverkas av gårdagens tortillas eller Totopos, majschips, som steks och läggs i en form tillsammans med stekt ägg eller kycklingkött, grön eller röd salsa (Chilaquiles Verdes med grön salsa eller Chilaquiles Rojo med röd salsa), lök, ost och grädde. 

## Recept
- Chilaquiles Verdes